# Eine Kleine Marschmusik
Eine Kleine Marschmusik – składanka Toroidh, wydana w 2009 roku.

## Lista utworów
1. Those Who Do Not Remember The Past Are Condemned To Repeat It. Again. 16:50
2. Arbetet (Featuring Karl Ohlén) 7:09
3. Ragnarök (Violent) 6:44
4. Untitled March 2007 3:16
5. In Der Ewigkeit, Kamrat 3:24
6. Epilog November 2003 3:37
7. Torch 2:54
8. Ragnarök (Ambient) 7:13
9. No Hope For Unity 5:29